# Cantó de Montsauvi
El cantó de Montsauvi és un cantó francès del departament de Cantal, situat al districte d'Orlhac. Té 13 municipis i el cap és Montsauvi.

## Municipis
- Calvinet
- Cassaniouze
- Junhac
- Labesserette
- Lacapelle-del-Fraisse
- Ladinhac
- Lafeuillade-en-Vézie
- Lapeyrugue
- Leucamp
- Montsauvi
- Sansac-Veinazès
- Sénezergues
- Vieillevie

## Història
| Data d'elecció                           | Identitat       | Partit           | Qualitat |
| ---------------------------------------- | --------------- | ---------------- | -------- |
| 1949-1968                                | Germain Guibert | SFIO             |          |
| 1979-1968                                | M. Clermont     | Divers droite    |          |
| 1979-                                    | Vincent Descœur | RPR, després UMP |          |
| les dades anteriors no són pas conegudes |                 |                  |          |
|                                          |                 |                  |          |

## Demografia
| 1962  | 1968  | 1975  | 1982  | 1990  | 1999  | 2007  |
| ----- | ----- | ----- | ----- | ----- | ----- | ----- |
| 5.164 | 5.746 | 5.646 | 5.161 | 4.857 | 4.617 | 4.653 |